# UPS Airlines-vlucht 6
UPS Airlines-vlucht 6 was een cargolijnvlucht tussen Dubai International Airport en Flughafen Köln-Bonn uitgevoerd door UPS Airlines met een Boeing 747-400ERF vrachtvliegtuig die op 3 september 2010 neerstortte in Dubai als gevolg van een grote brand aan boord. De twee piloten overleefden het ongeval niet.
Het vliegtuig met registratienummer N571UP was een Boeing 747-400ERF in gebruik genomen door UPS Airlines in 2007. Het toestel had reeds 10.000 vlieguren, en had een laatste controle ondergaan in juni 2010.
De bemanning bestond uit de 48-jarige gezagvoerder Douglas Lampe uit Louisville, Kentucky en de 38-jarige eerste officier Matthew Bell uit Sanford, Florida.

## Crash
De vlucht vertrok van Dubai International Airport om 14:53 UTC in westnoordwestelijke richting over de open zee van de Perzische Golf. Om 15:15 meldde de bemanning via de radio een brand in de cockpit. Het vliegtuig bevond zich toen 220 km van Dubai.
De vlucht werd op dat moment van de vlucht al begeleid door de luchtverkeersleiding van Bahrein. De crew kreeg het aanbod uit te wijken naar de Internationale luchthaven van Doha in Doha bij Qatar, maar besloot terug te keren naar Dubai. Gezagvoerder Lampe had geen werkend zuurstofmasker, en verliet zijn stoel om een vervangende zuurstoffles te halen maar keerde niet meer terug naar de cockpit. De eerste officier, Bell, kreeg de opdracht de landing in te zetten op landingsbaan 12L. Het vliegtuig bevond zich evenwel nog te hoog voor de aanvliegroute en het landingsgestel was niet uitgeklapt. Het toestel vloog over de luchthaven heen en begon een bocht naar rechts te maken. Bell probeerde zich vervolgens te richten op Sharjah International Airport maar maakte een bocht in de verkeerde richting. Het radarcontact viel kort nadien uit om 15:42. Het toestel kwam terecht op een onbewoond gebied tussen de Emirates Road en de Al Ain Highway.

## Onderzoek
Het onderzoek werd gevoerd door de General Civil Aviation Authority van de Verenigde Arabische Emiraten, met ondersteuning van de National Transportation Safety Board en Boeing. Het onderzoek spitste zich toe op de oorzaak van de brand.
In de gemengde lading waren veel batterijen aanwezig waaronder lithiumbatterijen. Een aantal van de laatste behoorden tot gevarenklasse 9, maar waren niet ingeschreven als gevaarlijke lading. Onderzoekers gaan ervan uit dat de brand is veroorzaakt door energetic failure characterised by thermal runaway. Met andere woorden, een batterij is tot zelfontbranding gekomen wat vervolgens een kettingreactie veroorzaakte.